# FINAL FANTASY LOST STRANGER
『FINAL FANTASY LOST STRANGER』（ファイナルファンタジー ロスト・ストレンジャー）は、原作：水瀬葉月、作画：亀屋樹による日本の漫画。2017年8月号より『月刊少年ガンガン』（スクウェア・エニックス）にて、2017年8月号から連載中。本作は『FINAL FANTASY』が30周年を迎えたことによる特別企画作品で、シリーズ初のオリジナル漫画である。

## 物語
本作『FINAL FANTASY LOST STRANGER』は、実在のテレビゲーム『FINAL FANTASY』シリーズと「異世界転生」の融合が基本的な題材となっているほか『FFXIV』に似た設定が多く見られる。そのため、本作に登場する「異世界」はゲームには存在しないオリジナルの設定が数多く存在する。また、主人公の佐々木正吾は『FINAL FANTASY』シリーズの大ファンであり、実際に『FFXIV』をプレイするシーンがみられ、彼の視点からそれらの要素が解説、描写される演出が特徴となっている。

## 登場人物

### 主人公とヒロイン
佐々木 正吾 / ショウゴ・ササキ
年齢：26歳 / 性別：男 / ジョブ：弓使い
本作の主人公。スクエニ本社4年目のプランナー。おっちょこちょいだがひたむきで情に熱い性格。FFへの想いは誰にも負けないが、時にしてその想いは最愛の妹を巻き込む人生最大の大事件に。物語序盤早々に妹共々大型トラックに撥ねられ兄妹揃って即死。転生した先はモーグリやチョコボ、白魔導士や黒魔導士がいるFFの世界。そこからFFキャラ「ショーゴ」と「ユーコ」としての冒険が始まり新たな人生を歩み始める。その後夕子に引っ張られる形でシャルル・リンキンフェザーのパーティに合流し、彼らと交流を交わしながらクエストや依頼などを受けながら少しずつではあるがレベルを上げていく。しかし、行方不明となった村の子供を助けるためにホワイトドラゴンとの戦闘で夕子を死なせてしまう。一時は絶望しかかるがその事件をきっかけに彼に宿る「ライブラ」を覚醒させ、仲間達と共にホワイトドラゴンを撃破に成功する。夕子をよみがえらせるため、同じく伝説とされる「レイズ」を探すことを決意。その後ミシディアでギルドに登録して「弓術士」に転職し名実共にいっぱしの戦士として成長する。

佐々木 夕子 / ユウコ・ササキ
年齢：24歳 / 性別：女 / ジョブ：?（少なくとも後衛系ジョブ）
本作のヒロイン。スクエニ本社2年目の営業職の女性。正吾の最愛の妹。長い黒髪をポニーテールが特徴。
兄と違って社交的で要領がいいため順調に出世街道を進んでいるように見えるが、その歩調を兄に合わせており、それは出世よりも兄のゲーム作りを手伝いたいという想いからである。兄と共にトラックに轢かれ、異世界に転生するが持ち前のポジティブさであっさり異世界に順応し、兄をサポートする元の世界に戻る方法を探すため冒険者になることを考え、シャルルのパーティに同行を決意し兄と共にクエストや依頼をこなし活動資金を得ながら経験値を稼ぎレベルを上げていく。しかし、ホワイトドラゴンに襲われている子供を助けるため身を徹して子供を守り、ドラゴンの攻撃を受けて即死してしまう。死後、その身体はクリスタルに姿を変え、彼女を復活させるため正吾は蘇生呪文「レイズ」を探す旅に出ることとなる。

### 主人公の仲間たち
シャルル・リンキンフェザー
年齢：不明 / 性別：女 / ジョブ：白魔道士
ニルポの冒険者の1人。長い薄緑色の髪をした人間の少女で、明るく心優しい性格をしている。レイ、ダストンと共にパーティを組み、一行のリーダーを務めている。ケガ人を見かけると回復させずにいられない性質を持ち、負傷者には回復魔法を連発する。ただし使えるのは、初級回復魔法の「ケアル」のみ。効果の低いケアルでケガを癒やすためには、ひたすら連発する必要があるため、彼女が治療を始めるとひたすらケアルを叫ぶ姿が見られる。また、一心不乱に魔法を連発するため、治療が終ると魔力切れで倒れてしまう。そのため、パーティでは彼女の悪癖だと認識されている。佐々木兄妹のパーティ加入を快く引き受け、右も左もわからない彼らに異世界の事を教えた。夕子が亡くなった際にはその死を悲しみ、落ち込んだ正吾に対しても献身的に接し励ました。正吾が「レイズ」を探す事を決意した際には同調し、探す事を手伝う事を約束した。メーガス三姉妹との戦いで装備を失ったあとは、サラに用意してもらった「魔道士のつえ」を使っている。

レイ・ハガクレ
年齢：不明 / 性別：女 / ジョブ：戦士
ニルポの冒険者で、褐色の肌をしたエレイン族。シビアな性格で、初対面の人間には強く警戒して接する。常に頑丈な鎧を身にまとっている。シャルル、ダストンと共にパーティを組んでいる。リーダーのシャルルの事は信頼しているものの、見ず知らずのケガ人を癒やして回ったり、佐々木兄妹をパーティに加えようとした際には反対している。ただし最終的には根負けして、彼女の言い分を渋々受け入れるのがパーティ内でのお決まりとなっている。新入りである正吾に対しても厳しく接したが、夕子が亡くなった際にはその死を悲しみ、正吾の事も心配していた。正吾が自分の実力不足で落ち込んでいた際には、彼の成長を認めるのを言葉にして伝え、彼女なりの方法で彼を励ますなど、ふだんは厳しい物言いが目立つが、仲間意識は人一倍強い面を見せた。戦闘では斧を武器にして戦う前衛。メーガス三姉妹との戦いで装備を失ったあとは、サラに用意してもらった「ミスリルアクス」と新しい鎧を使っている。

ダストン・ヴァルタ
年齢：不明 / 性別：男 / ジョブ：黒魔道士
ニルポの冒険者で、ヒュージ族。髭を生やした左目に切り傷の跡がある。人当たりがよく、面倒見のいい性格をしており、シャルル、レイのパーティ内では二人のフォローに回る事が多い。主に攻撃魔法をあやつる。戦闘では主に炎の魔法「ファイア」を使う。初心者の佐々木兄妹にも分け隔てなく接し、シャルルと共に彼らの面倒を見ている。実はがたいのいい見た目に反して手先が器用で、凝り性なため料理が得意。彼の作った料理は見た目も味もよく、パーティ内ではかなり好評だった。メーガス三姉妹との戦いで装備を失ったあとは、サラに用意してもらった「ほのおのロッド」を使っている。

モグ・モグカン
シャルル達のパーティと行動を共にするモーグリ族。胸のふさふさした毛の部分に、細工のされた胸飾りを付けている。レイやダストンなど、身近な存在の真似をして同じポーズを取っているパーティのマスコット的な存在。夕子が触った感じでは、胸の毛の部分は実家の犬によく似た手触りらしい。「クポ」としか鳴かず、言葉は交わす事はできないが、夕子にはなついていたようで、夕子が亡くなったあとは寂しがっていた。

### ライバルとそのパーティー
ランドルフ・アマランス / ラッド
年齢：不明 / 性別：男 / ジョブ：ナイト
ニルポの冒険者の1人。目つきが鋭く、冒険者ギルドでは上位ランカーとして名を馳せている。前者は偽名で後者は本名。名声に見合った実力を持ち、シャルル達のパーティでは総がかりでも苦戦するモンスター・クアールを単独で切り伏せるほどの剣の腕前を持つ。明け無しのホワイトドラゴンに無謀にも挑み、夕子を死なせた正吾を厳しく弾劾し、彼に現実を突きつけて侮辱した。
実は「冒険」は「遊び」ではないという信念を持ち、人が無為に死ぬ事を忌避する実直な性格をしている。正吾に厳しく接したのも実力を弁えない正吾が無駄死にするのを避けるためであり、遠まわしに実力に見合った仕事をするように忠告していたのだった。そのため「明け無しのホワイトドラゴンの討伐隊」を主導して結成した際には正吾のがんばりを認め、三つの誓約を守る事を条件に討伐隊に加わる事を許可している。ドラゴンの討伐戦では主力として戦うがカウンター攻撃を受けて重傷を負う。その後、正吾がドラゴンを倒す事で九死に一生を得た。戦いのあとは正吾を一人前の冒険者として認め握手を交わした。
その後、ゴールドソーサーにて正吾と再会。どうやら彼を心配したニ＝エルートの差し金によって不要な雑用任務ばかりさせられていたらしく、その間にも他人が死ぬ事を、暴走とも言える程異常なまでに心配しており、正吾を引かせた。ニ＝エルートの話によると、過去の討伐作戦で一般人を巻き込む程の多数の死人を出した事がトラウマになっているらしい。
そして正吾達がガリオン傭兵団との交戦中に再登場。ガフの言及によれば、幼少時に彼に拾われその下で働いていた記憶喪失の傭兵だったらしく、彼の下を去って冒険者になってからは、ラッドという名前を捨てた模様。また、傭兵時代にシドの遺恨となったようだが、真相は定かではない。

ニ=エルート・ロウ
年齢：不明 / 性別：女 / ジョブ：シーフ
ニルポの冒険者で、キャッター族の女性。お調子者な性格をしている。ランドルフのパーティに所属している。ランドルフに好意を抱いており、彼を悪く言う者には容赦がない。人の好き嫌いが激しく、仲の良い相手には明るく陽気な性格で接するが、嫌いな者や格下の相手にはとことん冷たく、見下した態度を取っている。ランドルフが厳しく接する正吾にも嫌味な言動を繰り返して行っていた。ランドルフの主導する「明け無しのホワイトドラゴンの討伐隊」にも参加。討伐戦ではたまたま正吾の近くにいたのが幸いしドラゴンのカウンター攻撃から逃れる事ができたが、その攻撃により重傷を負ったランドルフから自分を見捨てて生き残りを逃がすように言われるも涙ながらに拒絶。正吾達にこれまでの行為を謝罪し、ランドルフを助ける事を懇願した。ドラゴンの討伐後、討伐戦で見た正吾の奮戦を見て自身の未熟さを痛感し、初心に帰ってやり直す事を決意。討伐戦で手に入れた素材で「竜の首飾り」を作り、正吾にお礼として手渡する際にその決意を伝えた。

### ミシディア王国関係者
サラ・ミシディアン
ミシディア王家の王女。勝気で明るく真っ直ぐな性格。飼い猫である（ただし、譲られたばかりで未だに懐かれていない）ルカーンを探していた。情報屋でルカーンの情報を求めたものの、代価が「自身の情報のすべて」だったため断念した。同じく情報屋に門前払いされた正吾達に、大図書館に入る手伝いをするのと引き換えに、ルカーンを探すことを依頼した。町中では頭巾を被って正体を隠していた。彼女の存在をつけ狙うメーガス三姉妹から、正吾に逃してもらった事で彼等を信用し、その後王女殺害未遂犯の濡れ衣を着せられて囚われた正吾達を助けた。正吾達との出会いをきっかけにして、腐敗した王家の現状に向き合う事を決意。父王であるアルスに、次代の王になる事と正吾達が仲間である事を宣言し、正吾達に掛かった冤罪を晴らした。その後、サラ・ミシディアン自身と戦う事を決意してくれた正吾達に、ポケットマネーで装備を買い与えている。
メーガス三姉妹とは当初敵対し、殺されるのではないかと酷く怯えていたが、彼女たちの事情を知った際は「お友達から始めましょう！」と言い、姉妹の更生を買って出た。

ルカーン
サラの飼い猫であるが、譲られたばかりでサラに全く懐いていない。その正体はTVゲーム『FINAL FANTASY』シリーズに登場するモンスター「ゲイラキャット」。ゲームでは凧を背負った空飛ぶ猫として描かれているが、異世界ではふつうの猫と見分けがつかない姿をしている。ただし、自分でハンガーや布を集めて凧を作る習性を持っており、飼い主であるサラを警戒して逃げ出したあと、街中のハンガーや洗濯物を盗んで時計塔で凧を作っていた。ゲームの時と同じく浮遊する魔法「レビテト」を使用可能。サラが時計塔より落ちた際には、レビテトを使ってサラを助けた。

アルス・ミシディアン
ミシディアの国王を務める男性。かつては心やさしく聡明な人物で、腐敗していく国の未来を憂いており、娘であるサラからも尊敬されていた。しかし王妃の死を境に人が変わり、現在では腐敗した貴族達の言いなりとなっていた。王女殺害の未遂犯として正吾達が濡れ衣が着せられた際も、サラの言い分に耳を貸さず、貴族達に言われるがまま、正吾達を処刑を王命として下した。しかし、処刑場に現れたサラの心からの叫びを聞き、処刑の命令を取り下げる。

ガシュイーン
ミシディアの近衛魔法騎士団の団長を務めるエレイン族の男性。眼鏡をかけている。厳格で融通が効かない性格で、お転婆なサラの言動に頭を痛めている。ミシディアの名家の跡取り息子と、異国の出身者の母親のあいだに生まれたハーフ。実家が母親の存在を認めず、幼い頃に引き離されたせいで、母親との思い出は極端に少ない。また、血統主義に凝り固まったミシディアの貴族社会では、異国とのハーフであるため爪弾きになっていたが、その中で実力で成り上がった人物。母親はサラの侍女として働いており、母親がサラを刺客から守って死んだ際にも現場にいたが、母親を侮蔑したかのような態度を取ったため、サラから反感を持たれていた。実は若い頃自分の苦しみの元凶といえる存在として母親を憎んでいたが、誰よりも苦しみの渦中にいながら自身にやさしく微笑み掛けてくれた彼女を内心では気高い存在として尊敬している。その母親が命を懸けて守ったサラの事を何としてでも守る事を、彼自身の誇りとしており、カルコブリーナとの戦いでサラが危機に陥った際には躊躇わず身を呈して彼女を庇った。当初は正吾には警戒心を抱いていたが、カルコブリーナの戦いで共闘し、お互いに認め合う仲となる。

パロム
ミシディアの宮廷魔道士。マルオーン族の男性。少年のような見た目をしており、ポロムとは双子の兄妹。サラの家庭教師を務めている。サラの行く末を案じており、腐敗を正すため敢えて険しい道を行こうとするサラを優しく諭しつつ、どの道を選んでもサラと共にあるという自分達の決意を伝えた。戦闘ではポロムと共に戦う。かなりの使い手で、幼い見た目に反して上級魔法すら使いこなす。ポロムと共に、TVゲーム『FINAL FANTASY IV』に登場する双子魔道士と同じ名前。

ポロム
ミシディアの宮廷魔道士。マルオーン族の女性。少女のような見た目をしており、パロムとは双子の兄妹。サラの家庭教師を務めている。サラの行く末を案じており、腐敗を正すため敢えて険しい道を行こうとするサラを優しく諭しつつ、どの道を選んでもサラと共にあるという自分達の決意を伝えた。戦闘ではパロムと共に戦う。かなりの使い手で、幼い見た目に反して上級魔法すら使いこなす。パロムと共に、TVゲーム『FINAL FANTASY IV』に登場する双子魔道士と同じ名前をしている。

グリード・トレード
情報屋を営むマルオーン族の男性。白と黒のツートンカラーの髪に、モノクルをかけ、子供のような姿をしている。迷子の猫から伝説の魔法に関する事まで幅広い情報を扱っており、その情報の精度の高さもかなりのもの。ただし同時に金の亡者といわれるほどの守銭奴で、情報には相応以上の高い代償が求められる。その上、好色的なところもある。そのため「強欲のグリード」と呼ばれる事もしばしばで、情報の質の高さは知れ渡っているが、利用する事を躊躇う人が多いほどである。

ボーゲン
ミシディアの伯爵の男性。恰幅のよい髭面の老紳士で、非常に傲慢な性格をした現在の腐敗したミシディアを象徴するような人物。貧民階級のメーガス三姉妹を拾い教育を施した。しかしそれらは善意ではなく、自分の手駒を欲した行為で、彼女達に論文を書かせて自らの名前で発表していた。また、メーガス三姉妹がテロ活動をしていると知りつつも、自らの別邸に匿って利用したことで彼女たちの性格を歪めた。大魔道士と謳われた先祖を持ち、実家の館の隠し部屋で伝説の魔法「ホーリー」が記された先祖の手記を見つける。手記に施された封印を解除し、復活したホーリーの力でミシディア王家に取って代わる事を目論む。しかし、実はマグ達に蛇蝎の如く嫌われており、彼女に封印解除を依頼した際に封印解除のために必要な眼球をえぐられ、大ケガを負う。その後、一命を取り留め、メーガス三姉妹をミシディア王家に告発するものの、逆に彼が犯行に関与していると疑われ、テロリストの主犯格として囚われるという自業自得の末路を辿った。
アルス
大図書館内の『存在しない部屋』に迷い込んだ正吾一行が、ビブロスとの交戦中に出会った青年。
ビブロスのかまいたちをリフレクで跳ね返し、ケアルガも使いこなし、相手の魔法を受け止めてストックしたり、幻獣カーバンクルを召喚・使役し、果てにはカーバンクルと融合し、トランス状態となったりする事ができるなど、高い実力を誇る魔道士である。また、同じく『存在しない部屋』で正吾達が出会ったグー先輩とは友人関係の模様。他にも何故リフレク等の魔法が使えるのか尋ねられても惚けたり、ビブロスを出し抜いた時は無表情で「計画通り」と言いながらサムズアップをしたりと、どこか掴みどころがない俗に言う不思議ちゃん、若しくは子供っぽい人物像をしている。
実は正吾と同じ異界人であり、彼の元の世界と思しき場所はエメラルドに輝く河や、神羅カンパニーが存在する事が示唆されている。
死に別れた両親と会いたい想いからか、「人は死んだら何処へ行くと思う？」と自他共に問い続けている。幼少時に「死者はエメラルドに輝く河に乗って星に帰る」という伝承を聞き、（結果的に転落事故という形とはいえ）河に飛び込んだが、結局両親には会えなかったとの事。
その後で大人に助けられたのか、或いはそこで溺死して本作の世界に辿り着いたのかは不明。ただし正吾達は作中序盤、トラックに撥ねられて死亡した事でこの世界に転生した事が示唆されている。
その正体はミシディアの初代国王その人であり、つまりグー先輩同様故人。ミシディアの国宝である肖像画に描かれた姿も、正に『存在しない部屋』で出会った彼の姿そのものであり、それを見た正吾達は驚愕していた。
ちなみに”アルス”という名前自体はミシディアではありふれた名前であり、サラの父親もアルス36世という名前である。サラの元ネタの一つであるサラ・アルテニーの事も考えると、恐らく元ネタは「ファイナルファンタジーIII」のアルス王子らしい。あちらの方も主人公一行と出会い、サロニアの街で共に戦った後、国王の座に就いている。
ちなみに作中の大衆娯楽作品である『魔導王』のモチーフとなった人物でもあるのだが、実際の人物と違って小太りで髭を生やし、ひょうきんな性格をした中年男性の姿が主流とされている。
どうやらお高く留まるミシディアに対する嫌がらせで、わざとこの様な醜い風貌になった経緯があるらしく、ミシディア側もこの姿は非公式として認めていない模様。
なお、正吾達と別れた後は、様々な物品に自身の想いを封入しており、正吾がゴールドソーサーで見つけたガラスの小瓶型ランプをライブラで鑑定した際、彼の過去からの手紙とも言えるメッセージを読み取った。

### ブライト兄弟
シド・ブライト
ゴールドソーサー編にて初登場。やはり飛空艇に絡む人物のようだが粗暴でガラが悪く、左目を髪と眼帯で隠した獣人の若者という出で立ちとなっている。ウラカ・ブナンザという偽名を名乗っている。
作中でたまたま落としたドライバーを、正吾がライブラで鑑定した事で本名がバレてしまい、その場で切れて突っかかるが、レイの咄嗟の言い訳等によりその場は何とか収まるも、正体に気づいた事に納得が行かなかったのか、街中でずっと正吾達を影からつけ回して睨みつけていた。しかし、モブの傭兵とアズリーの一悶着の仲裁に入った正吾が、その場で再び言った妄言を真に受けて絶句し、遂に呆れて彼の下を去っていった。
その後は機工士達の作業場に戻った後、外出途中に樹液の館の従業員と揉めている正吾と偶然再会。彼に巻き込まれる形で、樹液の館の臨時従業員をする羽目になる。
武器は魔銃。ただし「FF：U 〜ファイナルファンタジー:アンリミテッド〜」とは違って腕に嵌まっている物ではなく、手持ち式の小型拳銃となっている。ちなみに例の口上と三色のソイルを指で弾く装填シーンは元ネタ同様に健在。ただ、口上に関しては「アンタに相応しいソイルを選んでやるよ」と若干アレンジされている。また、元ネタ同様に召喚獣を実際に呼ぶ訳ではなく、召喚獣の放つ技を直接放つ形になっている（例：シヴァを呼び出すのではなく、彼女の十八番であるダイアモンドダスト自体が魔銃から直接放たれている）。
当人の回想によれば、故郷や家族が焼かれ、禁術倶楽部やランドルフと関係があるようだが、真相は定かではない。
ミド・ブライト
シドの弟。ゴールドソーサー編にて登場。ハイユ・ブナンザという偽名を名乗る。兄とは正反対の内気な性格をしている。
劇団俳優で、演劇『ジドールのオペラ座』でセッツァー役を演じており、様々な雑誌に特集を組まれる程の美青年。その為か、育ての親であるオヤカ・ブナンザ達機工士の間でも人気の模様。
基本的に情けないところが目立つが、兄を侮辱する人間に対しては容赦ない一面を併せ持つ。また、彼も兄同様禁術倶楽部に恨みを持っている。

### 敵キャラクター・モンスター
明け無しのホワイトドラゴン
ニルポの北の隧道に棲む白い龍。本来は雪山に棲んでいたが、町の近郊に姿を現わすようになって来たため、ギルドにより討伐依頼が出ていた。何組もの冒険者パーティを返り討ちにする強力なドラゴンで、町の年寄りは「御山のヌシ」として恐れている。町の近郊に出現し、逃げ遅れた子供を助けようとした夕子を殺した。並の攻撃ではびくともしない強靭な鱗に、巨大な体から来るパワーは強烈そのもの。口から吐くブリザードブレスは、対象を一瞬で氷漬けにする威力がある。また、霧状のバリアをまとう事で、攻撃して来た敵全員を凍らせる凶悪なカウンター攻撃を放つ事も可能。正吾は、このカウンター技をTVゲーム『FINAL FANTASY IV』に登場した「ミストドラゴン」と同じだと考えた。その後、その存在を危険視され、討伐に2000万ギルの褒賞金がかかる。ランドルフ主導による大討伐隊が結成され、棲み処としている雪山で決戦を行う。数に圧されるもののカウンター技で討伐隊を全滅寸前まで追い込む。しかし正吾が捨て身で口に放り込んだ「ボムの塊」が体内で爆発し死亡した。

マグ
メーガス三姉妹の長女。グラマラスなスタイルに扇情的な格好をした美女。三姉妹のリーダー的な存在で、妹のドグ、ラグと共に禁術倶楽部に所属するテロリストとして指名手配されている。知識欲の権化ともいえるマッドサイエンティストで、自身の知らない魔法の知識を求めている。貧民階級の出身で、権威主義が蔓延って学術都市として本来の意義を失った現在のミシディアには失望しており、自分たちに対する今までの仕返しも兼ねて現体制を崩壊させて新たな国を興す事を目論む。そのための犠牲は必要なものと割り切っており、一般人に犠牲者が出る事も厭わない。自らの野望を達成するためサラを付け狙うが、正吾に邪魔をされて失敗。その際の正吾の言動から、彼が伝説の魔法「ライブラ」を持つ事を見抜いた。正吾とシャルルに強い興味を示しており、彼等をパーティごと拉致し、自身の目的を語って聞かせた。戦闘では鎌のような形をした魔杖を使い、浮遊魔法や重力魔法など多彩な魔法をあやつる。また、三姉妹ならではのコンビネーションを得意とし、その実力は大魔道士クラスと称された。

ドグ
メーガス三姉妹の次女。スレンダーなスタイルをした緑髪の女性。軍帽のような帽子をかぶり、槍型の魔杖で武装している。マグやラグに比べて口数が少なく、あまり自己主張をしない。だがマグを「姉者」と呼んで慕っており、彼女の命令には忠実な性格をしている。戦闘では停止魔法の「ホールド」、炎の攻撃魔法「ファイア」など多彩な魔法をあやつる。

ラグ
メーガス三姉妹の三女。ゴスロリドレスに身を包んだ小柄な少女。人を小馬鹿にした言動が多い。二刀流のナイフの形をした魔杖で武装している。戦闘では伏兵を担当しており、マグやドグが敵を引き付けているあいだに、魔法で援護をするのが役目。正吾とメーガス三姉妹が戦った際に、マグが無詠唱で「ブリザガ」を唱えたように見えたのは、彼女が物陰に隠れて行ったもので、姉妹の連携の要となっている。ゲームのメーガス三姉妹の知識を持つ正吾に見抜かれ、正吾が咄嗟に名前を呼んだ事で困惑。連携を崩してしまった。

カルコブリーナ
3体ずつ計6体1組で行動しているモンスター。ふだんは「カルコ」と「ブリーナ」と呼ばれる女の子の人形の姿をしており、カルコとブリーナのどちらか片方だけ全滅させると残った人形が合体し、巨大な赤ん坊のような姿をした人形モンスター「カルコブリーナ」へと変身する。分裂状態ではそこまで攻撃力はないが、合体すると巨大化し、脅威的な攻撃力を持つ。カルコブリーナは一定時間経つと、再びカルコとブリーナの6体に分裂してしまう。倒すにはカルコブリーナが分裂する前に一気に破壊するか、カルコとブリーナ6体を一気に倒す必要がある。また、異世界ではゲームと違い、ある程度ダメージを受けたら分裂するようになっているため、実質的に分裂状態を一気に叩くしか倒す方法が存在しない。さらに複数のカルコブリーナが襲い掛かって来た場合、分裂したカルコとブリーナは、同じカルコブリーナから分裂したグループを倒さなければならない。このため、違うグループのカルコとブリーナが入り混じって乱戦となってしまうため、倒す難易度は非常に上がってしまう。TVゲーム『FINAL FANTASY』シリーズに登場するモンスターでもある。

## 書誌情報
- 原作：水瀬葉月、作画：亀屋樹『FINAL FANTASY LOST STRANGER』 スクウェア・エニックス〈ガンガンコミックス〉、既刊13巻（2025年8月8日現在）
  1. 2017年11月22日発売[10]、ISBN 978-4-7575-5520-4
  2. 2018年5月22日発売[11]、ISBN 978-4-7575-5719-2
  3. 2019年1月22日発売[12]、ISBN 978-4-7575-5975-2
  4. 2019年6月12日発売[13]、ISBN 978-4-7575-6155-7
  5. 2020年1月11日発売[14]、ISBN 978-4-7575-6463-3
  6. 2020年11月12日発売[15]、ISBN 978-4-7575-6891-4
  7. 2021年5月12日発売[16]、ISBN 978-4-7575-7149-5
  8. 2021年12月10日発売[17]、ISBN 978-4-7575-7624-7
  9. 2022年7月12日発売[18]、ISBN 978-4-7575-8025-1
  10. 2023年3月10日発売[19]、ISBN 978-4-7575-8466-2
  11. 2024年1月12日発売[20]、ISBN 978-4-7575-9002-1
  12. 2024年11月12日発売[21]、ISBN 978-4-7575-9510-1
  13. 2025年8月8日発売[22]、ISBN 978-4-301-00002-0